# George Finlayson
George Finlayson (* 1790 in Thurso, Grafschaft Caithness; † 1823 auf See) war ein schottischer Arzt, Naturforscher, Botaniker und Forschungsreisender in Südostasien. Er galt als einer der besten Naturforscher seiner Zeit und wurde bekannt durch seine Pionierstudien zu Pflanzen, Tieren und Menschen des südlichen Thailand und der Malaien-Halbinsel.

## Leben
Finlayson wurde 1790 in Thurso im Norden der schottischen Highlands geboren. Er war Sekretär von Dr. Somerville, dem Chief of the Army Medical Staff in Schottland, und später bei Dr. Farrel, dem Chief of the Army Medical Staff in Ceylon. Dann wurde er nach Bengalen versetzt und 1819 dem 8th Light Dragoons-Regiment als Assistant Surgeon (Militärchirurg) zugeteilt. 1821 und 1822 begleitete er John Crawfurd bei der Crawfurd Trade Mission nach Siam (Thailand) und Vietnam als Naturforscher, 1823 kehrte er mit der Expeditionsgruppe nach Kalkutta zurück. Zu dieser Zeit war seine Gesundheit bereits komplett zerstört. Er starb auf der Passage von Bengalen nach Schottland im August 1823.
Das Tagebuch, welches er während der Expedition geführt hatte, wurde herausgegeben mit einem Vorwort über den Verfasser durch Sir Stamford Raffles, FRS, und 1826 unter dem Titel The Mission to Siam and Hue, the capital of Cochin China, in the years 1821–2, from the Journal of the late George Finlayson, Esq., veröffentlicht.
Der Streifenkehlbülbül (stripe-throated bulbul, Pycnonotus finlaysoni) und das Finlayson-Hörnchen (Callosciurus finlaysonii) wurden zu seinen Ehren benannt. Sein wissenschaftliches Autorenkürzel ist „Finl.“.